# جانداران چندسلولی
جانداران چندیاخته‌ای، جاندارانی هستند که از بیش از یک یاخته ساخته شده‌اند. در برابر جانداران چندیاخته‌ای، جانداران تک‌یاخته‌ای هستند که دارای یک یاخته می‌باشند.
تنها چند گونهٔ زیستی هستند که تک‌یاخته‌ای هستند و آنها را با چشم (بدون نیاز به میکروسکوپ) می‌توان دید.
دیگر جاندارانی که با چشم دیده می‌شوند که نزدیک به ۲ میلیون گونه می‌باشند، چندیاخته‌ای هستند.